# Henry Lark Pratt
Pour les articles homonymes, voir Pratt.
Henry Lark Pratt (1805 - 1873) est un peintre anglais qui débute dans l'industrie de la porcelaine.

## Biographie

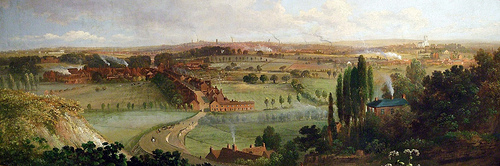
, Staffordshire, sur les berges de la rivière Basford

Henry Pratt est né dans la paroisse de St Peter's à Derby le 16 février 1805. Il est apprenti dans le commerce de la porcelaine à la fabrique de porcelaine de Derby vers l'âge de 12 ans. Il finit son apprentissage en 1824 et reste à Derby jusqu'en 1830. Il travaille ensuite en tant que peintre pour la manufacture de céramique Mintons à Stoke-on-Trent dans le Staffordshire, de 1831 à novembre 1836. Six mois après avoir quitté Mintons, il épouse Margaret Windsor de Stoke-upon-Trent. Ils ont neuf enfants, le premier en 1837, et les cinq premiers naissent à Stoke-upon-Trent. Ils donnent le nom d'Henry Lark Pratt à un de leurs fils, né en 1839, ce qui prête parfois à confusion puisqu'il est lui aussi devenu un artiste.
Au recensement de 1841, Pratt indique sa profession d'artiste et en 1844, il commence à s'intéresser à la peinture à l'huile. Il est alors embauché pour faire des croquis de manoirs baronniaux dans les comtés avoisinants. Il aime beaucoup peindre et a un penchant pour les paysages, surtout ceux de la vallée de Dovedale sur la frontière entre le Derbyshire et le Staffordshire. On peut compter parmi ses mécènes les ducs de Devonshire et la reine Victoria, qui achète un service de table avec des représentations du château de Windsor que Pratt a peintes.
Il retourne vivre à Derby en 1851, où il continue à vivre de ses talents artistiques et parvient à subvenir aux besoins de sa femme et de ses neuf enfants. En 1861, il se définit comme « peintre paysagiste sur porcelaine ». Il mourut le 3 mars 1873 à Stoke-upon-Trent. 
Son fils, Henry Lark Pratt, change son nom en Hinton, pour éviter les confusions mais sans grand résultat, puisqu'on trouve des tableaux de lui signés « H.L.Pratt ». Henry Pratt fils exposa un tableau à la Royal Academy en 1867 et six ans plus tard un autre de ses tableaux fut accepté par la Royal Society of British Artists. Il mourut en 1875 à 36 ans.

## Œuvres
Le Derby Museum and Art Gallery ainsi que le Newcastle-under-Lyme Borough Museum and Art Gallery conservent plusieurs des tableaux de Hanry Lark Pratt.